# Улица Кирякиных
У́лица Киря́киных — улица города Иваново. Располагается во Фрунзенском районе. Начинается от Лежневской улицы и идёт до Ташкентской улицы.

## Происхождение названия
В период с 1958 по 1974 год наименовалась улицей Кирякина. В 1974 году улица и прилегающий переулок Кирякина были объединены и переименованы в улицу Кирякиных. Названа в честь Кирякина Александра Ивановича (1880—1905) и Кирякиной-Колотиловой Клавдии Ивановны (1884—1968) — революционеров, большевиков-подпольщиков.

## Архитектура
Основную часть застройки составляют многоэтажные жилые дома советской планировки. На улице располагаются детский сад № 164, Салон-магазин МТС и Ивановский медицинский колледж.

## Транспорт
На улице нет линий общественного транспорта.

## Фотографии
- Дома 8 и 10 (до 2020 года)
- Салон-магазин МТС